# Hans Blokland (politicus)
Johannes (Hans) Blokland (Oegstgeest, 5 maart 1943) is een Nederlandse voormalig Europarlementariër. Hij vertegenwoordigde de ChristenUnie/SGP.

## Levensloop
Blokland promoveerde in de economische wetenschappen en werkte parttime als universitair docent milieueconomie aan de Erasmus Universiteit Rotterdam. Ook was hij werkzaam als hoofd van de afdeling planning bij het Rijks Planologisch Instituut en later als chef studiedienst bij het Centraal Bureau voor de Statistiek. Tussen 1984 en 1994 was hij voorzitter van het GPV. Gedurende 20 jaar (1974-1994) was hij lid van de gemeenteraad in Capelle aan den IJssel. Ook was hij daar van 1982 tot 1986 wethouder en was hij dertien jaar lid van Provinciale Staten in Zuid-Holland. Hij was van 1994 tot 2009 lid van het Europees Parlement.
Blokland kwam in 2004 in opspraak omdat vermoed werd dat hij te veel reiskosten zou hebben gedeclareerd. Dit ondanks dat hij een gedragscode had ondertekend, waarin hij samen met andere Nederlandse Europarlementariërs had beloofd geen reiskosten te declareren die niet gemaakt waren. Een onderzoek door een externe accountant wees uit dat van fraude geen sprake was, alleen van een gebrekkige administratie. Hans Blokland stortte hierop 3100 euro terug en bood op het congres van de ChristenUnie zijn verontschuldigingen aan en vroeg om vergeving. Een motie van wantrouwen van het congres werd hierop niet in stemming genomen.
In het Europees Parlement heeft Hans Blokland zich sterk gemaakt voor milieuvriendelijker batterijen. Hij pleit voor een totaal verbod op loodhoudende en nikkel-cadmium batterijen. Ook heeft hij diverse rapporten geschreven over afval, afvaltransport, statistiek en vliegtuiglawaai, en was hij betrokken bij de controle van de Europese Centrale Bank. Zijn stemgedrag in het Europees Parlement getuigde tevens van zijn pro-life houding in ethische kwesties.
In het Europees Parlement was hij sinds 1994 lid van de commissie voor Milieu, Volksgezondheid en Voedselveiligheid. Vanaf 2004 was hij vicevoorzitter van deze commissie. Ook was hij van 1999-2004 lid van de commissie economie, en vanaf 2004 van de commissie voor Burgerrechten. Blokland stelde zich niet herkiesbaar, zodat zijn lidmaatschap van het Europarlement op 14 juli 2009 werd beëindigd.

## Persoonlijk
Hans Blokland woont in Capelle aan den IJssel en is lid van de Gereformeerde Kerken vrijgemaakt.

## Publicaties
- Milieu en economie (1974, met P. Nijkamp)
- Continuous consumer equivalence scales: item-specific effects of age and sex of household members in de budget allocation model (dissertatie, 1976)

- International Standard Name Identifier: 0000 0003 9836 631X
- Nederlandse Thesaurus van Auteursnamen: 069239363
- Parlement.com: vg09llzjqgtm
- Système universitaire de documentation: 198193092
- Virtual International Authority File: 243417810
- WorldCat: E39PBJvxr8kWC7t99gTqY6vyh3